# Jogos Centro-Americanos e do Caribe
Os Jogos Centro-Americanos e do Caribe (em espanhol: Juegos Centroamericanos y del Caribe - JCC), também conhecido pelo acrônimo JCC, são uma evento multidesportivo realizado a cada quatro anos. Nas três primeiras edições (1926, 1930 e 1935) tinham outro nome, eram chamados de Jogos Centro-Americanos (em espanhol: Juegos Centroamericanos, Juegos CAC). São organizados pela Organização Desportiva Centro-Americana e do Caribe (ODECABE).

## História
A ideia dos jogos surgiu na oitava edição dos Jogos Olímpicos realizados em Paris. E através de um inédito apoio dado pelo Comitê Olímpico Internacional (COI) após uma decisão dos delegados do México, Guatemala e Cuba em realizar esse evento regional em 1924. Então foi feita a Carta Fundamental dos Jogos Centro-Americanos (Carta Fundamental de los Juegos Centroamericanos, em espanhol) em 4 de julho do mesmo ano e, em 16 de outubro de 1925, Cuba, Costa Rica, Colômbia, El Salvador, Haiti, Guatemala, Honduras, México, Jamaica, Nicarágua, Panamá e República Dominicana se reuniram na Cidade do México, onde decidiram que a capital mexicana sediaria a primeira edição, entre os dias 12 de outubro e 2 de novembro, esse evento é o mais antigo evento multiesportivo regional no mundo. Com a ampliação constante dos participantes, o evento passou a incorporar países que estão no Caribe e na América do Sul e após isso o evento mudou de nome para Jogos Centro-Americanos e do Caribe.

## Edições
| Ano  | Edição | Sede                       | Sede                 | Duração                        | Países | Esportes | Atletas |
| ---- | ------ | -------------------------- | -------------------- | ------------------------------ | ------ | -------- | ------- |
| 1926 | I      | México                     | México               | 12 de outubro 2 de novembro    | 3      | 8        | 269     |
| 1926 | I      | Cidade do México           | México               | 12 de outubro 2 de novembro    | 3      | 8        | 269     |
| 1930 | II     | Cuba                       | Cuba                 | 15 de março 5 de abril         | 8      | 10       | 632     |
| 1930 | II     | Havana                     | Cuba                 | 15 de março 5 de abril         | 8      | 10       | 632     |
| 1935 | III    | El Salvador                | El Salvador          | 16 de março 5 de abril         | 9      | 14       | 741     |
| 1935 | III    | San Salvador               | El Salvador          | 16 de março 5 de abril         | 9      | 14       | 741     |
| 1938 | IV     | Panamá                     | Panamá               | 5 de fevereiro 24 de fevereiro | 10     | 18       | 1216    |
| 1938 | IV     | Cidade do Panamá           | Panamá               | 5 de fevereiro 24 de fevereiro | 10     | 18       | 1216    |
| 1946 | V      | Colômbia                   | Colômbia             | 8 de dezembro 28 de dezembro   | 13     | 19       | 1540    |
| 1946 | V      | Barranquilla               | Colômbia             | 8 de dezembro 28 de dezembro   | 13     | 19       | 1540    |
| 1950 | VI     | Guatemala                  | Guatemala            | 28 de fevereiro 12 de março    | 14     | 19       | 1390    |
| 1950 | VI     | Cidade da Guatemala        | Guatemala            | 28 de fevereiro 12 de março    | 14     | 19       | 1390    |
| 1954 | VII    | México                     | México               | 5 de março 20 de março         | 12     | 19       | 1321    |
| 1954 | VII    | Cidade do México           | México               | 5 de março 20 de março         | 12     | 19       | 1321    |
| 1959 | VIII   | Venezuela                  | Venezuela            | 6 de janeiro 15 de janeiro     | 12     | 17       | 1150    |
| 1959 | VIII   | Caracas                    | Venezuela            | 6 de janeiro 15 de janeiro     | 12     | 17       | 1150    |
| 1962 | IX     | Jamaica                    | Jamaica              | 15 de agosto 28 de agosto      | 15     | 16       | 1559    |
| 1962 | IX     | Kingston                   | Jamaica              | 15 de agosto 28 de agosto      | 15     | 16       | 1559    |
| 1966 | X      | Porto Rico                 | Porto Rico           | 11 de julho 25 de julho        | 18     | 17       | 1689    |
| 1966 | X      | San Juan                   | Porto Rico           | 11 de julho 25 de julho        | 18     | 17       | 1689    |
| 1970 | XI     | Panamá                     | Panamá               | 28 de fevereiro 13 de março    | 20     | 16       | 2095    |
| 1970 | XI     | Cidade do Panamá           | Panamá               | 28 de fevereiro 13 de março    | 20     | 16       | 2095    |
| 1974 | XII    | República Dominicana       | República Dominicana | 27 de fevereiro 13 de março    | 23     | 18       | 2052    |
| 1974 | XII    | Santo Domingo              | República Dominicana | 27 de fevereiro 13 de março    | 23     | 18       | 2052    |
| 1978 | XIII   | Colômbia                   | Colômbia             | 7 de julho 28 de julho         | 21     | 19       | 2605    |
| 1978 | XIII   | Medellín                   | Colômbia             | 7 de julho 28 de julho         | 21     | 19       | 2605    |
| 1982 | XIV    | Cuba                       | Cuba                 | 7 de agosto 18 de agosto       | 22     | 24       | 2799    |
| 1982 | XIV    | Havana                     | Cuba                 | 7 de agosto 18 de agosto       | 22     | 24       | 2799    |
| 1986 | XV     | República Dominicana       | República Dominicana | 24 de junho 5 de julho         | 26     | 25       | 2963    |
| 1986 | XV     | Santiago de los Caballeros | República Dominicana | 24 de junho 5 de julho         | 26     | 25       | 2963    |
| 1990 | XVI    | México                     | México               | 20 de novembro 3 de dezembro   | 29     | 30       | 4206    |
| 1990 | XVI    | Cidade do México           | México               | 20 de novembro 3 de dezembro   | 29     | 30       | 4206    |
| 1993 | XVII   | Porto Rico                 | Porto Rico           | 19 de novembro 30 de novembro  | 31     | 32       | 3570    |
| 1993 | XVII   | Ponce                      | Porto Rico           | 19 de novembro 30 de novembro  | 31     | 32       | 3570    |
| 1998 | XVIII  | Venezuela                  | Venezuela            | 8 de agosto 22 de agosto       | 32     | 30       | 4115    |
| 1998 | XVIII  | Maracaibo                  | Venezuela            | 8 de agosto 22 de agosto       | 32     | 30       | 4115    |
| 2002 | XIX    | El Salvador                | El Salvador          | 19 de novembro 30 de novembro  | 31     | 37       | 4301    |
| 2002 | XIX    | San Salvador               | El Salvador          | 19 de novembro 30 de novembro  | 31     | 37       | 4301    |
| 2006 | XX     | Colômbia                   | Colômbia             | 15 de julho 30 de julho        | 32     | 41       |         |
| 2006 | XX     | Cartagena                  | Colômbia             | 15 de julho 30 de julho        | 32     | 41       |         |
| 2010 | XXI    | Porto Rico                 | Porto Rico           | 18 de julho 1 de agosto        | 31     | 42       | 5000    |
| 2010 | XXI    | Mayagüez                   | Porto Rico           | 18 de julho 1 de agosto        | 31     | 42       | 5000    |
| 2014 | XXII   | México                     | México               | 14 de novembro 30 de novembro  | 31     | 36       |         |
| 2014 | XXII   | Veracruz                   | México               | 14 de novembro 30 de novembro  | 31     | 36       |         |
| 2018 | XXIII  | Colômbia                   | Colômbia             | 19 de julho 3 de agosto        |        |          |         |
| 2018 | XXIII  | Barranquilla               | Colômbia             | 19 de julho 3 de agosto        |        |          |         |
| 2023 | XXIV   | El Salvador                | El Salvador          | 23 de junho 8 de julho         |        |          |         |
| 2023 | XXIV   | San Salvador               | El Salvador          | 23 de junho 8 de julho         |        |          |         |
| 2026 | XXV    | República Dominicana       | República Dominicana |                                |        |          |         |
| 2026 | XXV    | Santo Domingo              | República Dominicana |                                |        |          |         |

## Quadro de medalhas
| Ordem | País                     | Medalha de ouro | Medalha de prata | Medalha de bronze | Total  |
| ----- | ------------------------ | --------------- | ---------------- | ----------------- | ------ |
| 1     | Cuba                     | 1.752           | 889              | 679               | 3.320  |
| 2     | México                   | 1.235           | 1.215            | 1.087             | 3.537  |
| 3     | Venezuela                | 564             | 782              | 918               | 2.264  |
| 4     | Colômbia                 | 451             | 522              | 559               | 1.532  |
| 5     | Porto Rico               | 323             | 486              | 692               | 1.501  |
| 6     | República Dominicana     | 147             | 250              | 382               | 779    |
| 7     | Jamaica                  | 101             | 118              | 125               | 344    |
| 8     | Panamá                   | 86              | 151              | 170               | 407    |
| 9     | Guatemala                | 84              | 162              | 329               | 575    |
| 10    | El Salvador              | 49              | 119              | 214               | 382    |
| 11    | Trinidad e Tobago        | 43              | 76               | 101               | 220    |
| 12    | Costa Rica               | 37              | 41               | 85                | 163    |
| 13    | Antilhas Holandesas      | 31              | 31               | 48                | 110    |
| 14    | Bahamas                  | 24              | 24               | 32                | 80     |
| 15    | Barbados                 | 14              | 15               | 46                | 75     |
| 16    | Suriname                 | 12              | 5                | 11                | 28     |
| 17    | Ilhas Virgens Americanas | 11              | 20               | 19                | 50     |
| 18    | Guiana                   | 7               | 15               | 36                | 58     |
| 19    | Ilhas Caimã              | 5               | 5                | 6                 | 16     |
| 20    | Ilhas Virgens Britânicas | 4               | 0                | 0                 | 4      |
| 21    | Nicarágua                | 3               | 15               | 49                | 67     |
| 22    | Honduras                 | 3               | 12               | 33                | 48     |
| 23    | Haiti                    | 3               | 11               | 24                | 38     |
| 24    | Aruba                    | 3               | 2                | 5                 | 10     |
| 25    | Santa Lúcia              | 3               | 1                | 1                 | 5      |
| 26    | Bermudas                 | 2               | 4                | 14                | 20     |
| 27    | Belize                   | 1               | 2                | 2                 | 5      |
| 28    | Dominica                 | 1               | 0                | 2                 | 3      |
| 29    | Antígua e Barbuda        | 0               | 5                | 5                 | 10     |
| 30    | Granada                  | 0               | 3                | 4                 | 7      |
| 31    | São Cristóvão e Neves    | 0               | 1                | 6                 | 7      |
| 32    | São Vicente e Granadinas | 0               | 0                | 1                 | 1      |
| Total | Total                    | 4.999           | 4.982            | 5.685             | 15.666 |